# Fliegerstaffel 16

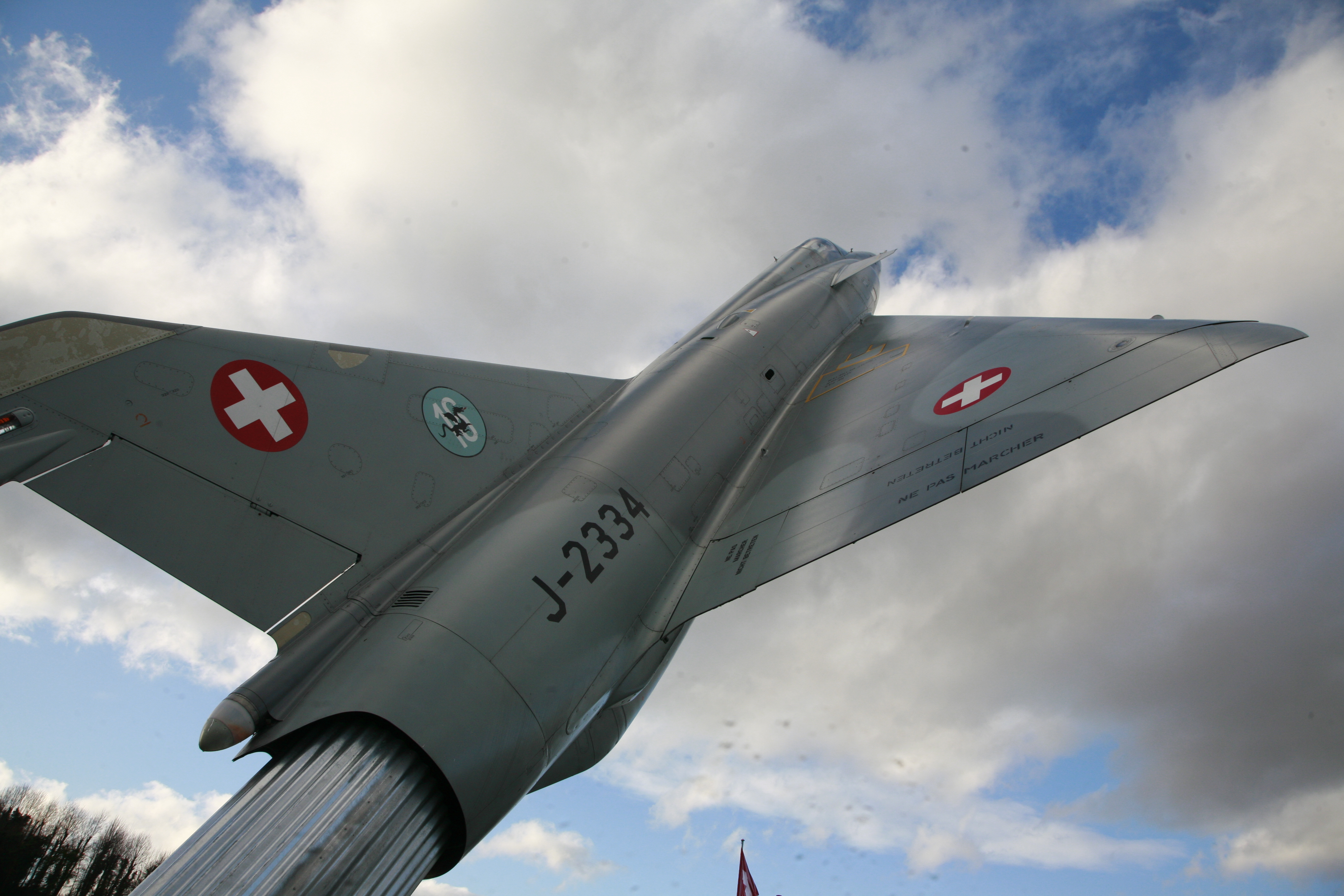
Mirage IIIS mit dem alten Abzeichen der Fliegerstaffel 16

Die Fliegerstaffel 16 war eine zuletzt mit Northrop F-5F Kampfflugzeugen ausgerüstete Fliegerstaffel der Schweizer Luftwaffe. Ihre Heimatbasis war bis zur Auflösung der Militärflugplatz Sion. Die Fliegerstaffel 16 trug ein schildförmiges Wappen, welches die Seitenansicht eines schwarzen Drachens mit rotem Auge, roten Krallen und rotem Feuerstrahl vor der weissen Ziffer 16 und dunkelblauem Hintergrund zeigte. Das alte Abzeichen war gleich, jedoch in runder Ausführung.

## Geschichte

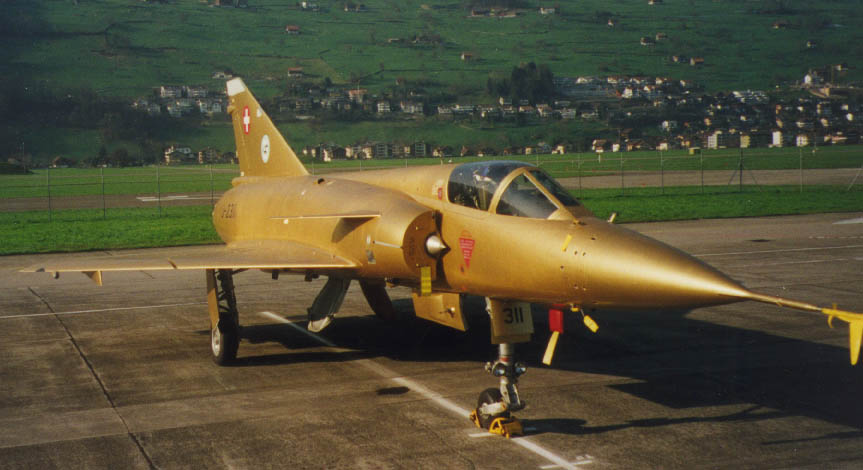
Goldene Mirage IIIS J-2311 mit dem Abzeichen der Fliegerstaffel 16

Die Gründung erfolgte am 1. Januar 1927 als Fliegerkompanie 16 mit Fokker D-Vll Flugzeugen. Von 1929 an kamen die Flugzeugtypen Dewoitine D-9 C-1, Dewoitine D-19 C-1, Dewoitine D-27 und Häfeli DH-5 zum Einsatz. Diese Flugzeuge wurden 1938 durch die Fokker CV ersetzt, ab 1940 kamen auch noch Flugzeuge vom Typ C-35 dazu. Im Jahr 1942 wurde die Umschulung auf die C-3603 durchgeführt und 1945 änderte sich die Bezeichnung in Fliegerstaffel 16. Im Jahr 1951 erfolgte die Umschulung auf die P-51 Mustang, diese wurde 1952 durch die ersten Jetflugzeuge De Havilland DH.100 Vampire ersetzt. Doch schon 1953 erfolgte der Wechsel auf die De Havilland DH.112 Venom. Aufklärungsaufgaben übernahm die Staffel 1961 mit den De Havilland DH.112 MK 1 R Venom.
Von 1968 bis 1999 setzte die Fliegerstaffel 16 die Dassault Mirage IIIS vom Militärflugplatz Buochs aus ein. Zur Verabschiedung der Mirage IIIS erhielt die Maschine J-2311 eine goldene Lackierung. Diese Maschine wurde noch vor 2003 in Buochs verschrottet.
Vom Jahr 2000 bis zum Jahr 2002 war die Fliegerstaffel 16 mit F-5E Tiger auf dem Militärflugplatz Payerne stationiert. Nach dem Ausscheiden des Jettrainers BAE Hawk und vor der Einführung der Pilatus PC-21 bei der Schweizer Luftwaffe, war die Fliegerstaffel 16 in Sion mit F-5F für die weitere Pilotenausbildung, noch bevor die Piloten die F/A-18 fliegen durften, zuständig. Weitere Dienstleistsflüge der Fliegerstaffel 16 umfassten Zielflüge für die Fliegerabwehr als auch das Ziehen des Schleppsacks für das Luft-Luft-Schiessen. Mit den Doppelsitzern wurden sodann EKF-Störflüge für die F/A-18 geflogen.
Mit der Einführung der PC-21 bei der Pilotenschule in Emmen wurde die Fliegerstaffel 16 2007 aufgelöst.

## Flugzeuge
- Fokker D-Vll
- Dewoitine D-9 C-1
- Dewoitine D-19 C-1
- Dewoitine D-27
- Häfeli DH-5
- Fokker CV
- C-35
- C-3603
- P-51 Mustang
- de Havilland DH.100 Vampire
- de Havilland DH.112 Venom
- de Havilland DH.112 VenomR
- Mirage IIIS
- Northrop F-5E
- Northrop F-5F